# Leonidas Tsiklitiras
Leonidas Tsiklitiras (griechisch Λεωνίδας Τσικλητήρας) war ein griechischer Turner, der an den Olympischen Sommerspielen 1896 teilgenommen hat. Er trat im Wettbewerb im Reck an, genaue Ergebnisse sind über ihn jedoch nicht bekannt. Er kam nicht auf einen der vorderen beiden Plätzen.